# 迪恩特訥山

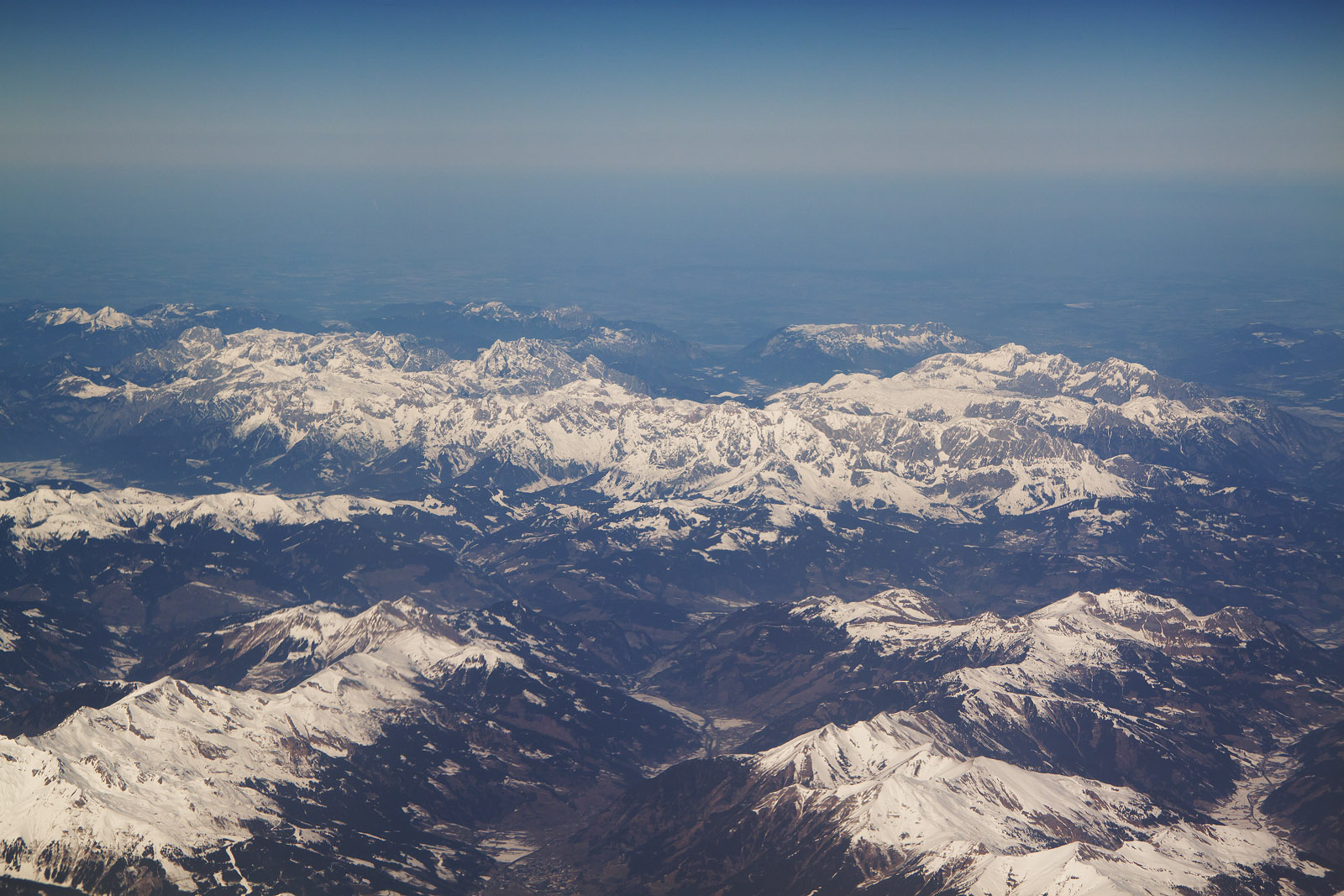

47°20′N 12°55′E / 47.34°N 12.92°E
迪恩特訥山（德語：Dientener Berge），是奧地利的山峰，位於該國中部，由薩爾茨堡州負責管轄，屬於薩爾斯堡板岩阿爾卑斯山脈的一部分，最高點洪德施泰因山2,117米。